# Shahrestān di Firuzabad
Lo shahrestān di Firuzabad (farsi شهرستان فیروزآباد) è una delle 29 province (shahrestān) della provincia di Fars, in Iran. Il capoluogo è Firuzabad. Lo shahrestān è suddiviso in 2 circoscrizioni (bakhsh): 
- Centrale (بخش مرکزی)
- Meymand (بخش میمند)